# Don Coscarelli
Don Coscarelli, Jr. (născut la 17 februarie 1954, Tripoli, Libia) este un regizor american de film, producător și scenarist cel mai bine cunoscut pentru realizarea unor filme de groază. A regizat seria de filme Phantasm sau filme precum The Beastmaster și Bubba Ho-Tep.

## Personal
Coscarelli colaborează frecvent cu soția sa, designerul de costume Shelley Kay.

## Filmografie
- Jim the World's Greatest (1975)
- Kenny & Company (1976)
- Phantasm (1979)
- The Beastmaster (1982)
- Phantasm II (1988)
- Survival Quest (1989)
- Phantasm III: Lord of the Dead (1994)
- Phantasm IV: Oblivion (1998)
- Bubba Ho-Tep (2002)
- Incident On and Off a Mountain Road (2005)
- John Dies at the End (2012)
- Phantasm V: Ravager (2014) - doar producător și co-scenarist

## Premii
|                                       | Premii                                                                           |
| ------------------------------------- | -------------------------------------------------------------------------------- |
| Phantasm (1979)                       | Special Prize at the Avoriaz Fantastic Film Festival                             |
| The Beastmaster (1982)                | Antenne II Award at the Avoriaz Fantastic Film Festival                          |
| Phantasm III: Lord of the Dead (1994) | Chainsaw Award for Best Limited-Release/Direct-to-Video Film                     |
| Bubba Ho-Tep (2002)                   | Bram Stoker Awards for Best Screenplay, Nominated - Best Film at the Fantasporto |
| pentru Don Coscarelli (2004)          | Fangoria Horror Hall of Fame                                                     |
| John Dies at the End (2011)           |                                                                                  |

## Legături externe
- Don Coscarelli la Internet Movie Database
- Don Coscarelli la Allmovie
- Biography at Phantasm.com Arhivat în 9 iunie 2008, la Wayback Machine.